# 白河林业局
白河林业局是一个位于中华人民共和国吉林省延边朝鲜族自治州安图县的类似乡级单位，亦是长白山森工集团所属的一个林业局。
白河林业局始建于1971年，位于长白山腹地，总经营面积190470公顷，森林覆盖率为91.1%。

## 行政区划
白河林业局下辖以下单位：
两江林场、春雷林场、宝马林场、劲松林场、红石林场、兴隆林场、黄松浦林场、东方红林场和光明林场。